# 夜桜銀次事件
夜桜銀次事件（よざくらぎんじじけん）＝博多事件は、1962年（昭和37年）1月16日、三代目山口組石井組組員・平尾国人（通称：夜桜銀次）が、福岡県福岡市内のアパートで、久留米市の鳥巣組組員・小川靖敏と同組組員・平元新治に射殺された事件。山口組は、福岡市の宮本組の犯行と誤認し、250人の組員を福岡市に派遣した。

## 事件の経緯

### 夜桜銀次の登場・射殺
1961年10月、平尾が博多に現れる。平尾は三代目山口組石井組の組員だったが、明友会事件で大阪府警から傷害および銃刀法違反の容疑で指名手配されていた。平尾は福岡県福岡市東中洲の山口組伊豆組・伊豆健児組長の預かりとなり、伊豆が用意した福岡市下祇園町の「博多アパート」302号室に住んだ。暫くして平尾は、以前からの知り合いだった福岡県嘉穂郡二瀬町の炭鉱経営者・松岡福利から700万円を受け取る。松岡は、平尾が神戸市に潜伏していた頃に口を利いて貰って、金融業者から7000万円を融通して貰っていた。700万円はその時の斡旋料だったが、これ以降平尾は松岡から金をせびり取るようになった。
同年10月20日に平尾は、博多の住吉一家（総長は住吉鹿之助）幹部・鷹木末雄が子分の宮本組・宮本勝組長宅で開いていた賭場に出現。宮本を殴打し、2丁のコルト回転式38口径で威嚇射撃をしながら、賭場から去った。宮本は八幡市の鷹木宅を訪れて以後の対応を相談したが、平尾が山口組の鉄砲玉だと鷹木は判断し宮本に報復しないよう命じている。鷹木の命令は翌21日朝に宮本組組員に伝えられるものの、このこと知った伊豆は、平尾に福岡市から逃げるように忠告した。しかし、平尾は伊豆の忠告を無視している。
1962年1月1日に平尾は松岡の許を訪れて100万円を要求、その場で松岡は50万円を払い残金は後日届けると約束する。だが松岡は、久留米市の鳥巣組・鳥巣信三組長とその弟・鳥巣良三に平尾の殺害を依頼。松岡は鳥巣兄弟に50万円払い、鳥巣兄弟は5万円で組員の小川靖敏と平元新治に平尾の殺害を命令。小川と平元は16日に平尾の住んでいたアパートを襲撃し、4発の銃弾を撃ち込んで射殺した。平尾の射殺を知った伊豆は、山口組・田岡一雄組長と別府の石井一郎に報告し、石井は石井組組員を10人連れて直ぐに福岡市の伊豆組事務所に入った。一方、田岡は、若頭の地道行雄、若衆の山本健一と山本広を呼んで対策を協議し、取り敢えずは事実関係を確かめるために山本広が福岡市へ赴く。

### 伊豆組＝山口組と宮本組・大島一家の対立
そのようななかで、伊豆組を見張っていた大島一家（大島匡和。宮本組とは兄弟分。住吉一家幹部・鷹木末雄の舎弟）組員と、伊豆組組員が喧嘩となる。伊豆は大島一家・宮本組が手を組んで自身らを狙っているものと判断し、石井や山本広に対しそう主張。山本広は平尾を殺害したのは宮本組だと地道に電話で報告し、これを受けて田岡は、企業舎弟であった神戸市の船内荷役会社から2000万円を調達、宮本組との戦費に当てた。
2月に入り、中間市の大野組・大野留吉組長が、伊豆組・石井組と宮本組・大島一家の仲裁に乗り出し、石井一郎に手打ちを打診。大野は別府抗争で石井一郎と井田組・井田栄作組長を仲裁していた。6日に中間市の大野宅で大野と山本広・伊豆・石井とで話し合いが持たれるものの調停は決裂した。大野宅を辞去した山本広ら3人は関西汽船「くれない丸」に乗って神戸市に向かい、その一方で大野組が宮本組・大島一家の支援にまわり、八幡市の住吉一家も宮本組・大島一家側の陣列に加わる。
翌7日朝、地道・山本健一・安原政雄が神戸港で山本広らを迎え、地道組事務所で今後の方針を話し合う。その結果、福岡市に山口組組員を動員し、現地の指揮を山本健一が執ることが決まった。夜にも山口組は、石井組と伊豆組を応援するために「平尾国人の葬儀参加」を名目として、三宮・神戸・明石・加古川・姫路から250人の応援部隊を、それぞれ夜行列車「霧島」・「日向」・「高千穂」に乗せて博多に送った。姫路市の竹中正久（後の四代目山口組組長）も弟の武ら9人の竹中組組員を連れて姫路の湊組（組長は田岡一雄の舎弟の湊芳治）組員・渋谷組（組長は田岡一雄の舎弟の渋谷文男）組員とともに、姫路9時45分発寝台専用列車「日向」に乗って、福岡市に向かった。

### 福岡県警による一斉検挙
山口組の動きを察知した福岡県警は、8日早朝にも258人の警官を動員して博多駅前で検問体制を敷いて、山口組組員を待ち構えた。山本健一は小倉駅で県警の検問を知り、持参した武器を一部の組員に全部持たせて博多駅の1駅前で下車させる。同日午前7時に博多駅で下車した山口組組員は県警の検問を通過、その後数組ごとに分かれて、福岡市柳町の「河合旅館」や「松屋旅館」などに宿泊。山本健一は「松屋旅館」に入って伊豆組幹部たちと作戦を練り、同日午後10時に宮本組と大島一家を襲撃することを決めた。
だが同じ日の午後に福岡市東中洲で、伊豆組・石井組の応援に来ていた山口組中西会会員・上田実が銃刀法違反と拳銃不法所持で逮捕される。福岡県警本部長・水野唯一郎は、凶器準備集合罪を適用して山口組組員を逮捕することを決定。午後6時30分に福岡市中洲一帯が停電し、その間隙をついて武装警官600人を山口組組員の宿泊する旅館と伊豆組事務所に出動させた。午後8時ごろに武装警官の一隊が山口組の宿泊していた旅館に踏み込み、凶器準備集合罪で、山本健一・伊豆ら山口組組員を逮捕した。この時竹中正久だけは、乗り込んできた警官に対し逮捕状の提示を要求。竹中組に割り当てられていた部屋への進入を拒否し、福岡県警本部刑事課長との押し問答の果て、9日の午前1時に竹中正久・竹中武ら竹中組組員10人を逮捕している。8日・9日の両日で、県警は山口組組員86人を逮捕し、短銃11丁・実弾82発、短刀5本、8連発ライフル銃6丁、15連発カービン銃2丁・実弾200発、日本刀8本、脇差3本を押収。最終的な山口組の検挙者数は105人に上った。石井は県警を振り切って逃亡したために、指名手配された(17日に宮崎県延岡市で逮捕)。翌10日に山口組は、検挙された山口組組員1人ずつにシャツ2枚と5000円を差し入れしている。
検挙された組員は、11日になって筑紫野町・前原町・久留米市などへ分散留置。竹中正久は容疑を否認したものの、県警から「竹中組から責任者を出せば、他の竹中組組員を釈放する。応じなければ、竹中組10人全員を起訴する」と言われ、3月3日午後5時に竹中組の凶器準備集合罪の責任を1人で取り福岡拘置所に勾留された。このとき竹中は取り調べの検事を恫喝し独居房に入れられている。
山口組と宮本組・大島組・住吉一家・大野組の手打ち式は、3月15日に福岡県北九州市小倉延命寺の旅館「潮風園」で行われた。山口組側からは、山口組舎弟頭・松本一美と菅谷組・菅谷政雄組長が出席した。仲裁人は西宮市の竹田組・竹田辰一組長であった。
平尾の殺害については、後日博多警察署によって小川と平元が逮捕され、その自供から鳥巣兄弟・松岡も逮捕されるに至っている。